# Ray Charles at Newport
Ray Charles at Newport – nagrany na żywo album amerykańskiego muzyka Raya Charlesa, wydany w 1959 roku. Piosenki zostały zarejestrowane podczas koncertu muzyka w ramach Newport Jazz Festival. Utwory z tego występu oraz z koncertu Raya na Herndon Stadium wydane zostały również na jego płycie Live.

## Lista utworów
| 1. | „Night Time Is the Right Time” (Ozzie Cadena/Lew Herman)     | 4:06  |
|    |                                                              |       |
| 2. | „ln a Little Spanish Town” (Sam Lowis/Mabel Wayne/Joe Young) | 3:47  |
|    |                                                              |       |
| 3. | „I Got a Woman” (Charles/Renald Richard)                     | 6:24  |
|    |                                                              |       |
| 4. | „Blues Waltz” (Max Roach)                                    | 6:29  |
|    |                                                              |       |
| 5. | „Hot Rod” (Charles)                                          | 3:43  |
|    |                                                              |       |
| 6. | „Talkin’ 'Bout You” (Charles)                                | 4:26  |
|    |                                                              |       |
| 7. | „Sherry” (Hank Crawford)                                     | 4:18  |
|    |                                                              |       |
| 8. | „A Fool for You” (Charles)                                   | 7:15  |
|    |                                                              |       |
|    |                                                              | 40:28 |
|    |                                                              |       |